# KベールスホットAC
KベールスホットAC（オランダ語: Koninklijke Beerschot Antwerpen Club, オランダ語発音: [ˈkoː.nɪŋk.lə.kə ˈbɪːr.sçɔt ˈɑnt.wɛr.pə(n) ˈklʏp]）は、ベルギー・アントウェルペン州アントウェルペン南部を本拠地としていたサッカークラブである。1999-2000シーズンから2012-13シーズンまではジュピラー・プロ・リーグ（1部）に在籍していた。2012-13シーズン終了後の2013年5月21日に公式に破産宣告がなされ、財政問題により強制降格処分やプロクラブ・ライセンス剥奪処分を受けて解散した。

## 歴史

### 前身クラブ

#### KFCジェルミナル・エケレン（前身クラブ）
アントウェルペンオリンピックが開催された1920年、アントウェルペン郊外北部のエケレン地区を本拠地とするFCジェルミナル・エケレン (F.C. Germinal Ekeren) が設立された。1942年にベルギーサッカー協会に加盟し、1971年、オランダ語で「王の」を表す接頭辞コーニンクレッカ (Koninklijk) が加えられてKFCジェルミナル・エケレン (K.F.C. Germinal Ekeren) となった。1989年にはプルミエール・ディビジョン（1部）に初昇格し、1989-90シーズンは13位となった。1990-91シーズンは5位となり、クラブ史上初となる欧州カップ戦（UEFAカップ）出場権を獲得。1991-92シーズンのUEFAカップでは1回戦でセルティックFC（スコットランド）に2試合合計1-3で敗れた。1994-95シーズンは6位となり、1995年夏にはUEFAインタートトカップに出場した。グループリーグでFCアーラウ（スイス）、HBトースハウン（フェロー諸島）、FCウニヴェルシタテア・クルジュ（ルーマニア）、トロムソIL（ノルウェー）と対戦したが、2勝2分の勝ち点8でアーラウに次ぐ2位に終わり、2回戦進出を逃した。1995-96シーズンのリーグ戦では過去最高成績の3位となり、1996-97シーズンにはUEFAカップに出場したが、1回戦でグラーツァーAK（オーストリア）に敗れた。同シーズンにはベルギー・カップで初優勝を飾り、1997-98シーズンにはUEFAカップウィナーズカップに出場した。1回戦ではレッドスター・ベオグラード（セルビア）を下し、2回戦でVfBシュトゥットガルト（ドイツ）に敗れた。同シーズンのリーグ戦では再び過去最高成績タイの3位となり、1998-99シーズンにはUEFAカップに出場したが、予選2回戦でセルヴェッテFC（スイス）に敗れた。このように1990年代には何度も欧州カップ戦に出場したが、観客動員数は伸び悩み、エケレン地区単独のクラブであるために観客数の増加にも限界があった。

#### KベールスホットVAC（合併母体のひとつ）
ジェルミナル・エケレン設立から遡ること21年、1899年にはアントウェルペン郊外南部のヘット・キールを本拠地とするKベールスホットVAC (K. Beerschot V.A.C) が設立された。ベルギーではベルギーサッカー協会が各クラブに「登録番号」(Matricule numbers) を割り当てて管理しており、若い番号ほど長い歴史の証明となっている。ベールスホットの登録番号は13番であり、この番号は後のジェルミナル・ベールスホットにも引き継がれている。ベールスホットは1920年代から1930年代にかけてファーストディヴィジョンで7回優勝し、また1900年代から1940年代にかけて7回2位となっている古豪である。1970年代にはベルギー・カップでも2回優勝しているが、1998-99シーズンのベールスホットはベルギー・サードディビジョン（3部）に在籍しており、彼らもジェルミナル・エケレン同様に深刻な財政難にあった。

### KFCジェルミナル・ベールスホット

#### 両クラブの合併
1999年、アントウェルペンの北部と南部に本拠地を置くジェルミナル・エケレンとベールスホットは合併し、KFCジェルミナル・ベールスホット・アントウェルペン (K.F.C. Germinal Beerschot Antwerpen) となった。ジェルミナル・エケレンが前身クラブとされ、ベールスホットは新クラブとは区別して考えられた。ジェルミナル・エケレンの所在地を新クラブの所在地として登録したが、スタジアムはジェルミナル・エケレンのヴェルトウェイク・スタディオンではなくベールスホットのオリンピスフ・スタディオンを使用し、やがて再建した。ジェルミナル・エケレンの黄色と赤色、ベールスホットの紫色を組み合わせたユニフォームがデザインされ、ロイヤル・アントワープFCが最大のライバルとなった。2003年には都市名（アントウェルペン）をクラブ名から外してKFCジェルミナル・ベールスホット (K.F.C. Germinal Beerschot) となった。
2004年にはいっそうの財政難に悩まされたが、2004-05シーズンにはマルク・ブリス監督に率いられてベルギー・カップで優勝してUEFAカップの出場権を獲得した。2005-06シーズンは開幕から7戦で勝ち点4しか挙げられずに18位に沈み、ブリス監督が解任された。その後はヨス・ダエルデン監督が率いていたが、ダエルデン監督がFCトゥウェンテ（オランダ）のアシスタントコーチに就任してフレン・デ・ブークが後任監督に就任した。2008年にはUEFAインタートトカップに出場し、2回戦でネフチ・バクーPFC（アゼルバイジャン）と対戦した。ホームで行なわれたファーストレグには1-1と引き分けたが、アウェーで行なわれたセカンドレグには0-1で敗れて大会から敗退した。

### KベールスホットAC

#### 改名
旧ジェルミナル・エケレン関係者が経営陣内部の争いにより経営陣から抜けたため、経営陣は旧ベールスホット関係者のみとなった。ジェルミナルの名を取り去ることに対する抵抗がなくなったことから、新しい経営陣は2011年5月17日にクラブ名をKベールスホットAC (K. Beerschot A.C.) と改名し、「Tene Quod Bene」（ラテン語、keep what is goodの意味）を新たにモットーとして掲げた。

#### クラブ解散
2013年にはベルギーサッカー協会に財務計画を提示できず、エールステ・クラッセに所属するためのライセンスを失効した。株式会社ベールスホットは5月にクラブの清算を発表。それは十分な資金を得られずにベルギー・サードディビジョン（3部）でプレーすることを意味し、当初は協会への登録や選手との契約の行方が不透明だったが、5月21日にクラブの解散がはっきりし、協会への登録が抹消されて選手は自由に新クラブを探すことができるようになった。

## 提携クラブ
フラムFCとチャールトン・アスレティックFC（いずれもイングランド）、AFCアヤックス（オランダ）と提携関係にあった。ベルギー代表のトーマス・フェルマーレン（1991年-2000年に在籍）、トム・デ・ムル（1999年-2001年に在籍）、ヤン・フェルトンゲン（2000年-2003年に在籍）、イェーレ・ファン・ダメ（2001年-2002年に在籍）、トビー・アルデルウェイレルト（1999年-2004年に在籍）などは皆、ジェルミナル・エケレン/ジェルミナル・ベールスホットのユース部門からアヤックス・アカデミーに引き抜かれた選手である。ムサ・デンベレ（2003年-2005年に在籍）もまた、16歳の時にアヤックスの下部組織に移る可能性があったが、デンベレはジェルミナル・ベールスホットにとどまる決断を下し、17歳となった1年後にウィレムII（オランダ）に移籍した。

## 獲得タイトル

### KベールスホットVAC（合併母体のひとつ）
- ディビジョン・ドヌール（1部）
  - 優勝：7回 1921-22, 1923-24, 1924-25, 1925-26, 1927-28, 1937-38, 1938-39
  - 2位：7回 1900-01, 1922-23, 1926-27, 1928-29, 1936-37, 1941-42, 1942-43
- ベルギー・セカンドディビジョン（2部）
  - 優勝：1回 1906-07
  - 準優勝：3回 1981-82, 1992-93, 1994-95
- ベルギー・カップ
  - 優勝：2回 1970-71, 1978-79
  - 準優勝：1回 1967-68

### KFCジェルミナル・エケレン（前身クラブ）
- ベルギー・セカンドディビジョン（2部）
  - 優勝：1回 1988-89
- ベルギー・カップ
  - 優勝：1回 1996-97
  - 準優勝：2回 1989–90, 1994–95
- ベルギー・スーパーカップ
  - 準優勝：1回 1997

### KFCジェルミナル・ベールスホット、KベールスホットAC
- ベルギー・カップ
  - 優勝：1回 2004-05
- ベルギー・スーパーカップ
  - 準優勝：1回 2005

## 成績

### 近年の成績
| シーズン | ディビジョン             | レギュラーシーズン | レギュラーシーズン | レギュラーシーズン | プレーオフ                | 国内カップ | 欧州カップ                      | その他 |
| シーズン | ディビジョン             | 試合               | 勝ち点             | 順位               | プレーオフ                | 国内カップ | 欧州カップ                      | その他 |
| -------- | ------------------------ | ------------------ | ------------------ | ------------------ | ------------------------- | ---------- | ------------------------------- | ------ |
| 2000-01  | ジュピラーリーグ         | 34                 | 54                 | 6位                | 導入前                    | ?          |                                 |        |
| 2001-02  | ジュピラーリーグ         | 34                 | 49                 | 9位                | 導入前                    | ?          |                                 |        |
| 2002-03  | ジュピラーリーグ         | 32                 | 31                 | 14位               | 導入前                    | ?          |                                 |        |
| 2003-04  | ジュピラーリーグ         | 34                 | 44                 | 7位                | 導入前                    | ?          |                                 |        |
| 2004-05  | ジュピラーリーグ         | 34                 | 42                 | 9位                | 導入前                    | 優勝       |                                 |        |
| 2005-06  | ジュピラーリーグ         | 34                 | 47                 | 7位                | 導入前                    | ベスト16   | UEFAカップ1回戦敗退             |        |
| 2006-07  | ジュピラーリーグ         | 34                 | 51                 | 7位                | 導入前                    | ベスト32   |                                 |        |
| 2007-08  | ジュピラーリーグ         | 34                 | 55                 | 5位                | 導入前                    | ベスト4    |                                 |        |
| 2008-09  | ジュピラー・プロ・リーグ | 34                 | 42                 | 13位               | 導入前                    | ベスト32   | UEFAインタートトカップ2回戦敗退 |        |
| 2009-10  | ジュピラー・プロ・リーグ | 28                 | 35                 | 10位               | EL プレーオフ出場・GL敗退 | ベスト16   |                                 |        |
| 2010-11  | ジュピラー・プロ・リーグ | 30                 | 26                 | 13位               | EL プレーオフ出場・GL敗退 | ベスト8    |                                 |        |
| 2011-12  | ジュピラー・プロ・リーグ | 30                 | 36                 | 11位               | EL プレーオフ出場・GL敗退 | ベスト8    |                                 |        |
| 2012-13  | ジュピラー・プロ・リーグ | 30                 | 23                 | 15位               | 残留プレーオフ出場・降格  | ベスト32   |                                 |        |

### 欧州カップ戦での戦績
| 大会                       | 出場 | 試合数 | 勝利 | 引分 | 敗北 | 得点 | 失点 |
| -------------------------- | ---- | ------ | ---- | ---- | ---- | ---- | ---- |
| UEFAカップウィナーズカップ | 1    | 4      | 2    | 1    | 1    | 8    | 9    |
| UEFAカップ                 | 4    | 10     | 3    | 4    | 3    | 11   | 12   |
| UEFAインタートトカップ     | 2    | 6      | 2    | 3    | 1    | 11   | 7    |

| シーズン | 大会                       | ラウンド  | クラブ                         | ホーム | アウェー     |
| -------- | -------------------------- | --------- | ------------------------------ | ------ | ------------ |
| 1991–92  | UEFAカップ                 | 1回戦     | セルティックFC                 | 1–1    | 0–2          |
| 1995     | UEFAインタートトカップ     | グループ3 | FCアーラウ                     | 3–3    |              |
| 1995     | UEFAインタートトカップ     | グループ3 | HBトースハウン                 |        | 1–1          |
| 1995     | UEFAインタートトカップ     | グループ3 | FCウニヴェルシタテア・クルジュ | 4–1    |              |
| 1995     | UEFAインタートトカップ     | グループ3 | トロムソIL                     |        | 2–0          |
| 1996–97  | UEFAカップ                 | 1回戦     | グラーツァーAK                 | 3–1    | 0–2          |
| 1997–98  | UEFAカップウィナーズカップ | 1回戦     | レッドスター・ベオグラード     | 3–2    | 1–1          |
| 1997–98  | UEFAカップウィナーズカップ | 2回戦     | VfBシュトゥットガルト          | 0–4    | 4–2          |
| 1998–99  | UEFAカップ                 | 予選1回戦 | FKサライェヴォ                 | 4–1    | 0–0          |
| 1998–99  | UEFAカップ                 | 予選2回戦 | セルヴェッテFC                 | 1–4    | 2–1          |
| 2005–06  | UEFAカップ                 | 1回戦     | オリンピック・マルセイユ       | 0–0    | 0–0 (PK 1–4) |
| 2008     | UEFAインタートトカップ     | 2回戦     | ネフチ・バクーPFC              | 1–1    | 0–1          |

## 歴代監督
- アルベルト・ベールス 1988-1990
- レネ・デサイェレ 1990
- Martti Kuusela 1991
- ウルバイン・ハエサエルト 1990-1993
- エメ・アンテュニス 1993-1994
- ヘルマン・ヘレプッテ 1994-1996
- Stanisław Gzil 1996-1997
- ヘルマン・ヘレプッテ 1997-1999
- フランキー・ヴァン・デル・エルスト 1999-2003.7
- マルク・ブライス 2003.7-2005.9
- ヨス・ダエルデン 2005.9-2006.6
- マルク・ブライス 2006.7-2007.6
- ハルム・ファン・ヴェルトホーヴェン 2007.7-2008.11
- エメ・アンテュニス 2008.11-2009.8
- ヨス・ダエルデン 2009.9-2010.6
- グレン・デ・ブック 2010.7-2010.11
- ジャッキー・マセイセン 2010.12-2012.3
- ウィム・デ・コルテ 2012.3-2012.7
- アドリー・コスター 2012.7-2012.11
- ウィム・デ・コルテ 2012.11-2013.1
- ジャッキー・マセイセン 2013.1-2013.5

## 歴代所属選手
DF
- ラウール・ブラボ 2012-2013

MF
- ジェイソン・クリナ 2000-2001
- イヴァン・レコ 2009
- ビクター・ワニアマ 2008-2011

FW
- アンドレイ・ジェリャズコフ 1986-1987
- トマシュ・ラジンスキ 1994-1998
- ヴェスレイ・ソンク 1998-1999
- ムサ・デンベレ 2003-2005
- フランソワ・ステルケレ 2006-2007